# Seznam členů dvacátého prvního Knesetu
Toto je seznam členů 21. Knesetu, který byl zvolen 9. dubna 2019. 

## Rozdělení mandátů podle poslaneckých klubů
- Likud: 35 mandátů (29.2 %)
- Šas: 8 mandátů (6.7 %)
- Sjednocený judaismus Tóry: 8 mandátů (6.7 %)
- Jisra'el bejtenu: 5 mandátů (4.2 %)
- Unie pravicových stran: 5 mandátů (4.2 %)
- Kulanu: 4 mandátů (3.3 %)
- Kachol lavan: 35 mandátů (29.2 %)
- Strana práce: 6 mandátů (5.0 %)
- Merec: 4 mandátů (3.3 %)
- Chadaš–Ta'al: 6 mandátů (5.0 %)
- Ra'am–Balad: 4 mandátů (3.3 %)

## Seznam členů

### Likud
1. Benjamin Netanjahu
2. Juli-Joel Edelstein
3. Jisra'el Kac (1955)
4. Gilad Erdan
5. Gideon Sa'ar
6. Miri Regev
7. Jariv Levin
8. Jo'av Galant
9. Nir Barkat
10. Gila Gamli'el
11. Avi Dichter
12. Ze'ev Elkin
13. Chajim Kac
14. Cachi Hanegbi
15. Ofir Akunis
16. Juval Steinitz
17. Cipi Chotovely
18. David Amsalem
19. Amir Ochana
20. Ofir Kac
21. Eti Chava Atijová
22. Jo'av Kiš
23. David Bitan
24. Keren Baraková
25. Šlomo Kara'i
26. Miki Zohar
27. Eli Ben-Dahan
28. Sharren Haskelová
29. Michal Širová
30. Kati Šitritová
31. Fatín Mulá
32. Mej Golanová
33. Uzi Dajan
34. Ariel Kelner
35. Asenat Marková

### Šas
1. Arje Deri
2. Jicchak Kohen
3. Mešulam Nahari
4. Ja'akov Margi
5. Jo'av Ben Cur
6. Micha'el Malchi'eli
7. Moše Arbel
8. Jinon Azulaj

### Sjednocený judaismus Tóry
1. Ja'akov Litzman
2. Moše Gafni
3. Me'ir Poruš
4. Uri Maklev
5. Jo'el Ja'akov Tesler
6. Ja'akov Ašer
7. Jisra'el Eichler
8. Jicchak Ze'ev Pindros

### Jisra'el bejtenu
1. Avigdor Lieberman
2. Oded Forer
3. Jevgenij Sova
4. Eli Avidar
5. Julija Malinovskaja

### Unie pravicových stran
1. Rafi Perec
2. Becal'el Smotrič
3. Mordechaj Jogev
4. Ofir Sofer
5. Idit Silman

### Kulanu
1. Moše Kachlon
2. Eli Kohen
3. Jif'at Saša-Biton
4. Ro'i Folkman

### Kachol lavan
1. Binjamin Ganc
2. Ja'ir Lapid
3. Moše Ja'alon
4. Gabi Aškenazi
5. Avi Nisnkorn
6. Me'ir Kohen
7. Miki Chajimovič
8. Ofer Šelach
9. Jo'az Hendel
10. Orna Barbiv'aj
11. Michael Biton
12. Chili Troper
13. Ja'el German
14. Cvi Hauzer
15. Orit Farkaš-Hakohen
16. Karin Elharar
17. Meirav Kohenová
18. Jo'el Razvozov
19. Asaf Zamir
20. Jizhar Šaj
21. El'azar Štern
22. Mickey Levy
23. Omer Jankelevičová
24. Pnina Tamano-Šata
25. Adír Kamál Mríhová
26. Ram Ben Barak
27. Alon Natan Šuster
28. Jo'av Segalovič
29. Bo'az Toporovsky
30. Orly Froman
31. Ejtan Ginzburg
32. Gadi Jevarkan
33. Idan Rol
34. Joraj Lahav-Hercano

### Strana práce
1. Avraham Gabaj
2. Tal Ruso
3. Jicchak Šmuli
4. Stav Šafir
5. Šeli Jachimovič
6. Amir Perec

### Merec
1. Tamar Zandberg
2. Ilan Gil'on
3. Michal Rozin
4. Ísaví Farídž

### Chadaš–Ta'al
1. Ajman Ode
2. Ahmad at-Tíbí
3. Ajda Tuma Sulejman
4. Usáma Sa'adi
5. Ofer Kasif
6. Júsef Džabarín

### Ra'am–Balad
1. Mansúr Abbás
2. Mtánes Šeháde
3. Abd al-Hakím Hádž Jahjá
4. Heba Jazbaková